# Pelochares acutipennis
Pelochares acutipennis är en skalbaggsart som beskrevs av Maurice Pic 1935. Pelochares acutipennis ingår i släktet Pelochares och familjen lerstrandbaggar. Inga underarter finns listade i Catalogue of Life.